# Eichen-Milchling
Der Eichen-Milchling oder Rotbraune Eichen-Milchling (Lactarius quietus) ist ein Pilz aus der Familie der Täublingsverwandten. Es ist ein mittelgroßer Milchling mit blass cremegelblicher und milder bis bitterlicher Milch, der auffällig nach Blattwanzen riecht. Der Hut ist bräunlich bis rotbraun gefärbt und bisweilen undeutlich gezont. Der recht häufige Pilz ist ein strikter Begleitpilz der Eiche.

## Merkmale

### Makroskopische Merkmale

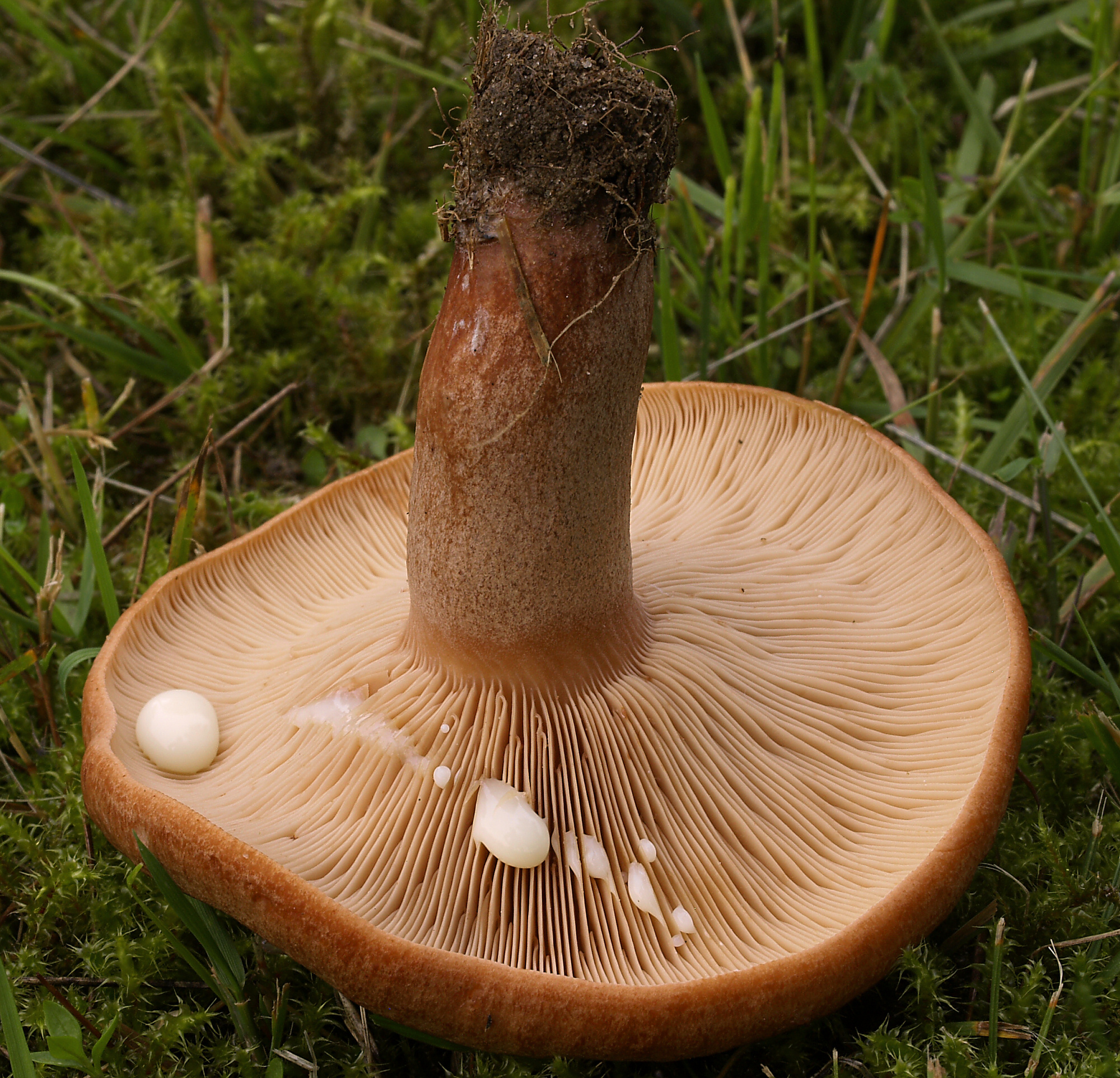
Der Eichen-Milchling hat stark untermischte Lamellen und eine cremegelbliche Milch.

Der Hut ist 3–10 cm breit, recht fleischig und lange Zeit gewölbt. Später ist er ausgebreitet und in der Mitte niedergedrückt und zuletzt flach trichterförmig vertieft. Ein Buckel ist nur selten ausgebildet. Die Huthaut ist jung etwas schmierig-klebrig, trocken matt und stumpf glänzend, bisweilen ist er auch blass zonig bereift. Der Hut ist trüb rotbraun gefärbt und durch konzentrisch angeordnete dunklere Flecken gezont. Der Rand anfangs eingebogen und auch später noch deutlich herabgebogen.
Die Lamellen sind am Stiel gerade angewachsen oder laufen ein wenig daran herab. Sie sind mit kürzeren Zwischenlamellen untermischt. Sie sind anfangs weißlich bis cremefarben und alt blass rötlichbraun. Die Lamellenschneiden sind stellenweise rostbraun gefleckt.
Der Stiel ist 3–6 cm lang und wird bis zu 1 cm dick. Jung ist er fest und voll, wird später aber oft hohl. Er ist oft längsfurchig oder etwas grubig und in etwa der gleichen Farbe wird der Hut gefärbt, zur Basis hin wird oft dunkler weinbraun.
Das Fleisch ist im Hut dick und fest und weißlich, im Stiel auch weinbraun durchfärbt. Der Geruch ist charakteristisch süßlich, die Fruchtkörper riechen etwa nach Fonduefett, Blattwanzen oder feuchtem Leinentuch. Die Milch fließt bei einer Verletzung anfangs reichlich. Sie verfärbt sich an der Luft sofort cremegelblich, etwa so wie frische Sahne. Sie schmeckt mild bis leicht zusammenziehend, im Nachgeschmack etwas bitter. Das Fleisch selbst schmeckt mild bis leicht schärflich.
Das Sporenpulver ist blass gelblich. Die breitelliptischen Sporen sind 8–10 µm lang und 6,5–8 µm breit warzig-netzig bis gratig-netzig ornamentiert.

### Mikroskopische Merkmale
Die 6,1–8,8 µm langen und 5,8–7,2 µm breiten Sporen sind breitelliptisch bis rundlich. Der Q–Wert (Sporenlänge/Sporenbreite) beträgt 1,0 bis 1,3. Das bis zu 1 µm hohe Sporenornament besteht aus mehreren Warzen sowie Rippen, die knotig verdickt und fast vollständig netzig verbunden sind. Die Basidien sind keulig bis bauchig und 35–40 µm lang und 10–12 µm breit. Sie tragen je vier Sterigmen.
Die wenig zahlreichen Cheilomakrozystiden sind keulig bis spindel- oder pfriemförmig. Sie sind 30–55 µm lang und 5,5–7 µm breit und haben häufig eine ausgezogene Spitze. Die 30–75 µm langen und 4–9 µm breiten, spärlichen Pleuromakrozystiden sind ebenfalls spindel- bis pfriemförmig.
Die Huthaut besteht aus unregelmäßig verflochtenen 3–10 µm breiten Hyphen, die im unteren Teil in viele kurzzellige Abschnitte gegliedert sind. Die Huthaut ist ein Trichoderm, aus dem die meistens verbogenen Hyphenenden mehr oder weniger hervorstehen.

## Artabgrenzung
Achtet man bei der Bestimmung auf den Geruch, den Standort, die Hutfarbe und auf die Farbe der Milch, so kann der Pilz kaum mit einem anderen Milchling verwechselt werden. Er kommt immer unter Eichen vor und hat eine weißliche Milch, die einen leicht gelblichen Farbton etwa so wie frische Sahne hat. Sehr typisch ist auch der Geruch, der besonders bei alten oder trocknenden Fruchtkörpern hervorsticht und an den Geruch von Blattwanzen erinnert.
Der seltene Wässrige Milchling hat einen sehr ähnlichen Geruch und kann an vergleichbaren Standorten vorkommen. Er hat aber einen ocker- bis rotbraunen und stets ungezonten Hut und ist schmächtiger. mikroskopisch unterscheidet er sich durch anders geformte Zystiden und die Struktur seiner Huthaut. Andere an Eichen gebundene Milchlinge sind der Goldflüssige Milchling mit gelbverfärbendem Fleisch, der Rauchfarbene Milchling mit rot verfärbendem Fleisch und der Queraderige Milchling mit einem schleimigen, rosaocker gezonten Hut.

## Ökologie
Der Eichen-Milchling ist ein strenger Mykorrhizapilz der Eiche, bevorzugt der Stieleiche. Man findet ihn in heimischen Eichen- und Eichenmischwälder besonders in älteren Beständen. Er tritt aber auch unter eingestreuten Eichen in von Buche und Tanne dominierten Wäldern und nicht zu nassen Auwäldern auf. Daneben kommt dieser Pilz auch in Waldrand- und Heckengesellschaften, in Roteichen-, Pappel- und anderen Forstplantagen und in Parkanlagen vor.
Der Pilz stellt keine besonderen Ansprüche an den Boden. Er kommt sowohl auf sauren, neutralen, als auch auf alkalischen Böden vor, die kalk- oder basenarm oder -reich oder schwach bis mäßig nährstoffreich sein können. Der Boden kann mäßig trocken bis feucht und flach-, mittel- und tiefgründig sein. Er kommt auf Basalt-, Löß-, Kalkgesteins-, Sand-, Silikatgesteinsböden oder auf Braunerden über unterschiedlichem Ausgangsgestein vor.
Die Fruchtkörper erscheinen von Juli bis November, die Hauptsaison ist Ende August bis Ende Oktober. Der Milchling kommt im Flach-, Hügel- und unterem Bergland vor und steigt nur selten höher auf.

## Verbreitung

Verbreitung des Eichen-Milchlings in Europa. Grün eingefärbt sind Länder, in denen der Milchling nachgewiesen wurde. Grau dargestellt sind Länder ohne Quellen oder Länder, die außerhalb von Europa liegen.

Der Eichen-Milchling ist eine holarktische Art, die in Nordasien (Japan, Korea), Nordafrika (Marokko), Nordamerika (USA) und Europa vorkommt. In Europa ist sie weit verbreitet und häufig.
Der Eichen-Milchling ist in ganz Deutschland, Österreich und der Schweiz ein häufiger und weit verbreiteter Pilz.

## Systematik

### Infragenerische Systematik
Der Eichen-Milchling wird in die Sektion Subdulces gestellt. Die Vertreter der Sektion haben eine stumpfe, glatte, Hutoberfläche. Der Hut ist trüb rotbraun bis blass braun gefärbt. Die Milch verfärbt sich auch auf einem weißen Tuch nicht.

## Bedeutung
Dem Eichen-Milchling kommt eine wichtige Bedeutung bei der Mykorrhizierung von Eichen zu. Der Pilz ist umgekehrt für die Fruchtkörperbildung auf die Symbiose mit Eichen angewiesen.
Der Milchling gilt als ungenießbar, wenn er auch nach entsprechender Vorbehandlung wie Wässern und Abbrühen sicherlich gegessen werden könnte. Der wenig ansprechende Geschmack lohnt aber nicht den Aufwand.